# Jenoptik
Jenoptik — немецкая компания, производитель оптических систем для фотолитографии, промышленных и медицинских лазеров, систем контроля дорожного движения, контрольно-измерительного и диагностического оборудования. Штаб-квартира расположенна в Йене (Тюрингия).

## История
Истоки группы восходят к компании Carl Zeiss, основанной в Йене в 1846 году. К началу Второй мировой войны Carl Zeiss была крупным производителем оптических инструментов, включая микроскопы, телескопы, дальномеры, оптические прицелы, перископы, фотоаппараты и планетарии. В конце войны Йена была занята американскими войсками, но через несколько месяцев передана под контроль советской оккупационной администрации; накануне передачи часть персонала и оборудования была вывезена в Хайденхайм в Западной Германии, где была создана новая компания Opton, вскоре вернувшая себе название Carl Zeiss. В то же время на основе предприятий в Йене, Дрездене и других городах ГДР, где имелись филиалы Carl Zeiss, был создан комбинат VEB Carl Zeiss Jena. До 1953 года части Carl Zeiss в ФРГ и ГДР сохраняли партнёрские отношения, но позже стали конкурентами; до 1971 года продолжался конфликт за право использовать торговую марку Carl Zeiss.
К началу 1970-х годов комбинат VEB Carl Zeiss Jena разросся в крупнейшую промышленную группу ГДР, в которую входило более 25 дочерних структур, на которых работало в сумме 69 тыс. человек. Комбинат выпускал электронику, фотоаппараты, лабораторное оборудование, лазеры, медицинские и астрономические приборы, стеклянную посуду, оборудование для планетариев и обсерваторий. В середине 1980-х годов в подчинение Carl Zeiss Jena было переведено несколько предприятий полупроводниковой и компьютерной промышленности.
После объединения Германии VEB Carl Zeiss Jena оказался на грани банкротства из-за разрыва экономических связей со странами Восточного блока и потерей оборонных заказов. В июне 1990 года было создано попечительное ведомство Treuhandanstalt, занявшееся приватизацией бывших «народных предприятий». В июле 1990 года Treuhandanstalt взял под свой контроль комбинат Carl Zeiss Jena; он был разделен на несколько частных компаний, крупнейшей из которых стала Jenoptik Carl Zeiss Jena с 30 тыс. сотрудников. В 1991 году основной оптический бизнес Jenoptik, в котором было занято 3 тыс. сотрудников, был продан западногерманской Carl Zeiss, он стал её дочерней компанией Carl Zeiss Jena. Из остальных активов в октябре 1991 года было создано государственное предприятие Jenoptik GmbH. В следующие месяцы началась реструктуризация Jenoptik, целью которой было сохранить как минимум 10 тыс. рабочих мест. Было сформировано около 200 дочерних компаний, значительная часть из которых была продана; они представляли такие разнообразные направления деятельности бывшего комбината, как литейное производство, изготовление пластмасс и изделий из кожи, выпуск кабельной продукции. К 1992 году в Jenoptik осталось 1700 сотрудников, ключевым направлением деятельности стала оптоэлектроника, в частности, лазерные технологии, а также производство измерительных инструментов.
В середине 1990-х годов Jenoptik начала расти за счёт поглощений: в 1994 году была куплена компания Meissner + Wurst, которая базировалась в Штутгарте; в 1996 году была приобретена берлинская телекоммуникационная компания Krone AG (продана в 1999 году); в 1997 году к Jenoptik присоединилась компания ESW-Estel Systems Wedel, производитель высокотехнологичных комплектующих для автомобильной и аэрокосмической промышленности. В январе 1996 года государственное предприятие Jenoptik GmbH было преобразовано в акционерное общество Jenoptik AG, а в июне 1998 года его акции были размещены на Франкфуртской фондовой бирже и включены в индекс TecDax. В 2000 году была куплена немецкая компания Hommelwerke, а в 2006 году — французская Etamic; они были объединены в дочернее общество Hommel-Etamic, выпускающее контрольно-измерительное оборудование для автомобильной промышленности.
В 2017 году была куплена американская компания Five Lakes, разрабатывающая системы автоматизации производства для автомобильной промышленности. В 2018 году была приобретена канадская компания Prodomax Automation, также работавшая в этой сфере. В 2021 году у ASML были куплены компании Berliner Glas Medical (Берлин, оптические системы для медицины) и SwissOptic (Хербруг, оптика для медицины и полупроводниковой промышленности), включая её китайский филиал SwissOptic (Wuhan) Co., Ltd. (Ухань). В 2022 году была продана дочерняя компания Vincorion, занимавшаяся производством мехатронных систем для оборонной промышленности.

## Деятельность
Подразделения компании по состоянию на 2024 год:
- Advanced Photonic Solutions — разработка и производство оптических и микрооптических систем для промышленности, в частности, для полупроводникового производства, систем оптической связи, оборудования для лазерной обработки материалов, хирургических лазеров, измерительного и диагностического оборудования; 78 % выручки;
- Smart Mobility Solutions — продукция для госучреждений, включая камеры видеонаблюдения и системы распознавания номерных знаков; 11 % выручки;
- Non-Photonic Portfolio Companies — дочерние компании Hommel Etamic (метрологическое оборудование) и Prodomax (автоматизированные производственные линии); 11 % выручки.

Основные производственные мощности компании находятся в Германии, Швейцарии, США и КНР. По состоянию на конец 2024 года в компании работало 4,6 тыс. сотрудников, из них 3 тыс. — в Германии.
Выручка за 2024 год составила 1,12 млрд евро, из них на Европу пришлось 58 % (на Германию — 28 %), на Америку — 22 %, на Азиатско-Тихоокеанский регион — 16 %, на Ближний Восток и Африку — 3 %. На системы по производству микросхем и электронных компонентов пришлось 41,2 % выручки, на автомобильную промышленность — 17 %, на медицинское оборудование — 13,6 %, на системы контроля дорожного движения — 11,8 %.